# إغرسوند
إغرسوند (بالإنجليزية: Egersund) هي مدينة في مقاطعة روغالاند في النرويج.
يبلغ عدد سكانها حوالي 13,418 نسمة.

## أعلام
- فيتون بيريشا
- آنا بوغ
- جاك نيلسن
- فيرونيكا كريستيانسن